# 大友月湖

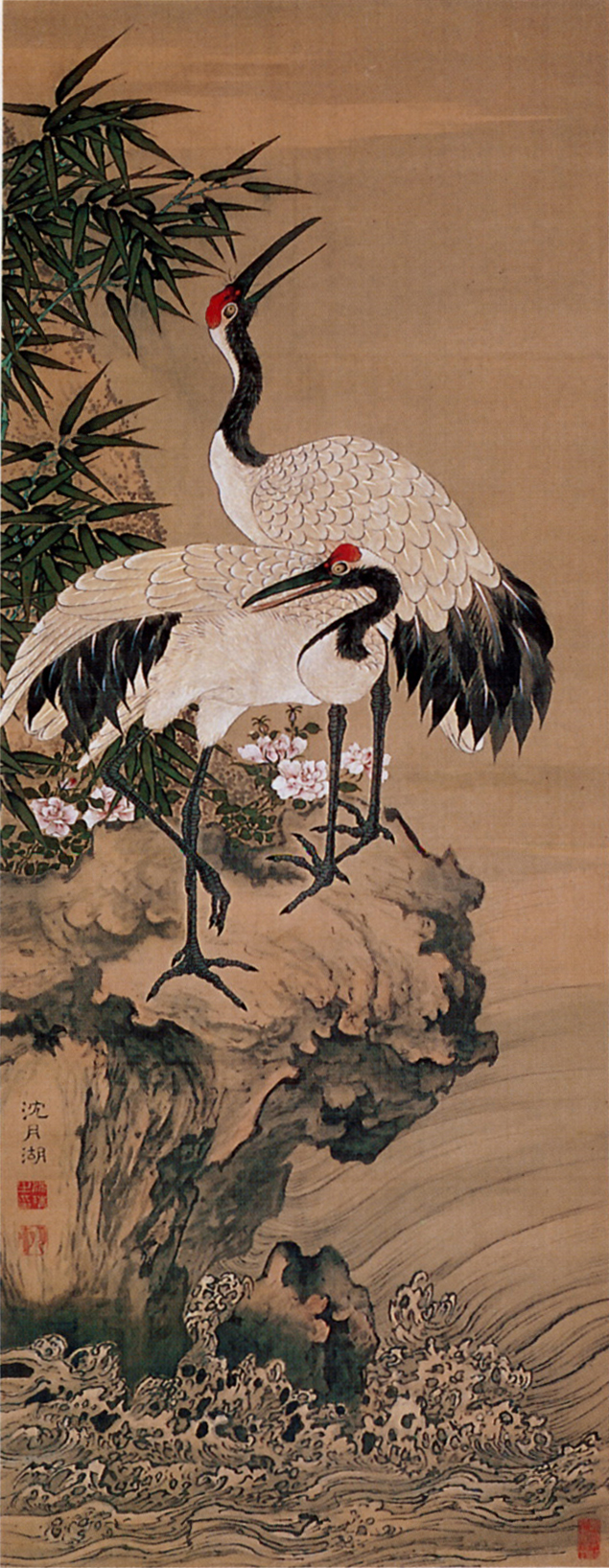
双鶴図　絹本着色　江戸時代中期　神戸市立博物館

大友月湖（おおとも げっこ、生没年不詳）は、江戸時代中期・後期の画家。彩色花鳥画・山水画を得意とした。
名は清、俗称は大友内記。別号に沈静。長崎の人。桜ばかりを画いた三熊花顚の師として知られる。
熊斐に就いて沈南蘋の画法を修め、師が没すると京都に移り車屋町二条上ルに住んだ。天明4年（1784年）、花顚を伴って長崎に帰った記録が残っている。花顚は二ヶ月後に京都に戻ったが月湖のその後の消息は伝わっていない。

## 作品
- 「双鶴図」 神戸市立博物館蔵
- 「群虎図屏風」 神戸市立博物館蔵 紙本著色 二曲一双 明和3年（1766年）